# Єнні Ріссведс
Єнні Ріссведс (швед. Jenny Rissveds, нар. 6 червня 1994) — шведська велогонщиця, олімпійська чемпіонка 2016 року.

## Виступи на Олімпіадах
| Олімпіада           | Дисципліна  | Місце |
| ------------------- | ----------- | ----- |
| Ріо-де-Жанейро 2016 | маунтінбайк | 1     |

## Зовнішні посилання
- Єнні Ріссведс — олімпійська статистика на сайті Sports-Reference.com (англ.) (архівна версія)